# Hantai Simon
Hantai Simon (fr. Simon Hantaï) (Bia, 1922. december 7. – Párizs, 2008. szeptember 12.) német–magyar származású francia festő. 2016-ban az m.a.4 (Mariale) című 1960-as festményét 4.432.500 euróért adták el és ez a legmagasabb összeg, amit aukciókon magyar vagy magyar származású művész munkájáért valaha is adtak (átszámítva kb. 1,4 milliárd forint értékben).

## Élete
Ősei magyarországi németek. Ő maga is csak az iskolában tanult meg magyarul. Nevét Handlról Hantaira változtatta.
1941–1948 között a Magyar Képzőművészeti Főiskolán tanult, ahol mestere volt Aba-Novák Vilmos és Kontuly Béla. 1948-ban feleségével együtt elhagyta Magyarországot, 1949-től Párizsban élt és alkotott. 1948-ban a Római Magyar Akadémia ösztöndíjasa volt, 1967-ben megkapta a Fondation Maeght díjat.
Tanulmányai során leginkább a francia posztimpresszionizmus, illetve Bonnard és Matisse festészete hatott rá döntően. Korai művei, tanulmányai stiláris sokféleségük ellenére is jelzik festészetének franciás irányulását.
1950-től jelennek meg vásznain fantasztikus lények, organikus formák, biomorf alakzatok. André Bretonnal való megismerkedését követően festi nagyméretű szürrealista képeit. A szürrealista képekkel párhuzamosan folyamatosan kísérletezik. Festészete egyre erőteljesebben gesztikussá válik, a figuráció és a figuratív alakzatok helyét jelek veszik át. A New York-i iskola 1952-es párizsi bemutatkozása és mindenekelőtt Jackson Pollock festészete erősen motiválta közeledését a gesztusfestészethez.
Az 1950-es évek végén szakított a szürrealizmussal és Bretonnal is. Ezek után festette all over gesztusfestményeit (Sexe-Prime. Hommage à Jean-Pierre Brisset, 1956), sötét alapon fehér keresztes vásznait (Peinture – Souvenir de l'avenir, 1956) és kalligráfiáit (Écriture rose, 1958-59).
1960-ban kezdte meg a pliage módszer alkalmazását: az előzőleg összegyűrt vásznat befestette, majd száradás után kihajtotta, az így keletkező, festéknyomokból kialakuló kép tulajdonképpen a vászon saját lenyomata. A pliage módszerrel készült művek sorozatokba rendeződnek. A színeket fokozatosan elhagyva vásznai már szinte szín nélkül, csak a fehér felhasználásával készültek. 1982-ben abbahagyta a festést, de 1994-től kezdődően újra dolgozott: régi vásznait feldarabolta, szétvágta, majd a képek egy részletének a sokszorosítási technikák segítségével reprodukált változatát újra felhasználta.
Fiatalkori barátjának, Juhász Ferencnek több verseskötetét is illusztrálta.

## Művei
A Sotheby’s 2015. június 2-i párizsi kortárs árverésén az M.C.5 (Mariale) című 1962-es festményét 2 555 000 euróért adták el, ami a legmagasabb összeg, amit aukciókon magyar vagy magyar származású művész munkájáért valaha is adtak. Különös fintora a sorsnak, hogy a műkereskedelmi rekordokat épp az ő művei állítják, míg Hantai életében kifejezetten ellenezte művészetének beárazását – szerinte a galériák önkényes, művészeti értéktől független szempontjai szerint. Következetesen visszautasította a kiállításfelkéréseket is, sokkal szívesebben foglalkozott filozófiai kérdésekkel alkotásain.

### Egyéni kiállításai
- 1954 • Galerie l'Étoile Scellée, Párizs
- 1956 • Sexe-Prime. Hommage à Jean-Pierre Brisset, Galerie Kléber, Párizs
- 1958 • Souvenir de l'Avenir, Galerie Kléber, Párizs
- 1959, 1961, 1962 • Galerie Kléber, Párizs
- 1965, 1968 • Galerie Jean Fournier, Párizs
- 1967 • Peintures 1960-1967, Galerie Jean Fournier, Párizs
- 1968 • Peintures 1958-1968, Fondation Maeght, St. Paul-de-Vence
- 1969 • Études. Pour Pierre Reverdy, Galerie Jean Fournier, Párizs
- 1970 • Pour un mur. ARC, Musée d’Art moderne de Paris, Párizs • Paintings *1960-1970, Pierre Matisse Gallery, New York
- 1971 • Le pliage comme méthode. Regard sur dix années, Galerie Jean Fournier, Párizs
- 1972 • Aquarelles, Galerie Jean Fournier, Párizs
- 1973 • Musée d'Art et d'Industrie, Saint-Étienne
- 1974 • Blancs I., Galerie Jean Fournier, Párizs • Blancs II., Galerie Jean Fournier, Párizs
- 1975 • Galerie Jean Fournier, Párizs • Galerie Véga, Liège • Paintings and Watercolors *1971-1975, Pierre Matisse Gallery, New York • Galerie du Fleuve, Bordeaux
- 1976 • Galerie Mailliard, St. Paul-de-Vence • Musée national d’Art moderne/Centre Georges Pompidou, Párizs
- 1977 • Galerie Jean Fournier, Párizs
- 1978 • Tabulas, Louisiana Museum, Humlebaek
- 1979 • Galerie Ziegler, Zürich
- 1980 • Galerie Jean Fournier, Párizs
- 1981 • l'Abbaye de Sénanque, Sénanque • Tabulas 1980-1981, CAPC, Entrepôt Lainé, Bordeaux
- 1982 • Tabulas 1974-1981, XL. Velence-i Biennálé • Kasahara G., Oszaka • André Emmerich Gallery, New York • Tabulas lilas, Galerie Jean Fournier, Párizs
- 1983 • Arca, Marseille
- 1984 • Falten als Methode, Galerie M, Hannover

### Válogatott csoportos kiállításai
- 1943 • Pécsi művésztelep kiállítása, Magyar Képzőművészeti Főiskola, Budapest • Karácsonyi kiállítás, Magyar Képzőművészeti Főiskola, Budapest
- 1945 • Karácsonyi kiállítás, Magyar Képzőművészeti Főiskola, Budapest
- 1947 • Fórum Klub, Budapest • Rippl-Rónai Társaság kiállítása, Fészek Klub, Budapest
- 1948 • Fészek Klub, Budapest
- 1955 • Alice in Wonderland, Galerie Kléber, Párizs
- 1956 • Cinq oeuvres nouvelles, Galerie René Drouin, Párizs
- 1957 • Les Cérémonies commémoratives de la condamnation de Siger de Brabant [Georges Mathieu-vel], Galerie Kléber, Párizs
- 1958 • The exploration of form, Gallery Arthur Tooth and Sons, London
- 1960 • Antagonismes, Musée des Arts Décoratifs, Párizs
- 1964 • L'écriture du peintre, Galerie Jean Fournier, Párizs
- 1966 • Le Musée dans l'usine – collection Peter Stuyvesant, Musée des Arts Décoratifs, Párizs
- 1967 • Dix ans d'art vivant 1955-1965, Fondation Maeght, St. Paul-de-Vence
- 1968 • Espace lyriques, I.N.S.I.R., Université de Rouen • L'Art vivant, 1955-1968, Fondation Maeght, St. Paul-de-Vence • Peintres européens aujourd'hui, Musée des Arts Décoratifs, Párizs
- 1969 • Accrochage, Centre National d'Art Contemporain, Párizs
- 1970 • Tisztelet a szülőföldnek. XX. századi magyar származású művészek külföldön, Műcsarnok, Budapest • Un art subjectif..., l'Abbaye de Beaulieu • Bilan et problèmes du 1, Halles de Paris, Párizs
- 1972 • Douze ans d'art contemporain en France, Galerie du Grand Palais, Párizs
- 1974 • Four painters, Pierre Matisse Gallery, New York
- 1975 • Contemporaines II., Musée National d'Art Moderne, Párizs
- 1977 • 3 collections ... 3 villes • l'avant-garde 1960-1976, Musée Cantini, Marseille • Tissus et Création – 1 Les peintres, Espace lyonnais d'art contemporain, Lyon
- 1978 • Viallat, Galerie Véga, Liège • L'art moderne dans les musées de province, Grand Palais, Párizs
- 1979 • Tendances de l'art en France 1968-1978/9 – I. Les parties-pris de Marcelin Pleynet, ARC, Musée d'Art Moderne de la Ville de Paris, Párizs • Henri Matisse en de Hedendaagse Franse Kunst, M. van Hedendaagse Kunst, Gent
- 1980 • Les nouveaux fauves/Die Neuen Wilden, Neue Galerie, Aachen • Neue Tendenzen der Malerei in Frankreich, Neue Galerie am Landesmuseum Joanneum, Graz • L'Amérique aux indépendants, Grand Palais, Párizs
- 1981 • 37 Aktuella konstnärer fran Frankrite, Liljevalchs Konsthall, Stockholm • Paris/Paris 1937-1957, Centre Georges Pompidou, Párizs • Bram van Velde, Judith Reigl..., Musée Sainte-Croix, Poitiers
- 1982 • Choix pour aujourd'hui • regard sur quatre ans d'acquisitions d'art contemporain, Musée National d'Art Moderne/Centre Georges Pompidou, Párizs • Twelve Contemporary French Artists, Albright Knox Art Gallery, New York • Paris 1960-1980, Museum Moderner Kunst, Bécs
- 1997 • L'empreinte, Centre Georges Pompidou, Párizs.

### Művei közgyűjteményekben
- Fondation Maeght, St. Paul-de-Vence
- Solomon R. Guggenheim Museum, New York
- Janus Pannonius Múzeum, Modern Képtár, Pécs
- Magyar Nemzeti Galéria, Budapest
- Musée National d'Art Moderne, Párizs
- Musée d'Art Moderne de la Ville de Paris, Párizs
- Musée d'Art Contemporain, Nizza
- Musée des Beaux-Arts, Toulon
- M. Vaticano, Róma